# Pasteur-Weizmann/Servier International Prize
Der Pasteur-Weizmann/Servier International Prize ist ein französischer Wissenschaftspreis, der im Bereich der biomedizinischen Forschung vergeben wird.
Die Verleihung erfolgt an einen oder mehrere Forscher beziehungsweise Ärzte „in Anerkennung eines bedeutenden Beitrages zu einer biomedizinischen Entdeckung mit therapeutischer Anwendung“. Ziel des Preises ist damit die Förderung der Grundlagenforschung und der Nutzung ihrer Ergebnisse in der Therapie. Der Pasteur-Weizmann/Servier International Prize ist mit einem Preisgeld von 150.000 Euro dotiert und wird alle drei Jahre verliehen. Die erstmalige Vergabe erfolgte im Jahr 2003.
Die Zusammensetzung der für die Auswahl der Preisträger zuständigen Jury wechselt ebenfalls alle drei Jahre. Namensgebende Institutionen sind das Pasteur-Weizmann-Komitee, das die Zusammenarbeit zwischen dem französischen Institut Pasteur und dem israelischen Weizmann-Institut für Wissenschaften koordiniert, und das zum französischen Pharmazieunternehmen Les Laboratoires Servier gehörende Servier-Institut.

## Preisträger
- 2003: Merrill D. Benson (USA) für Forschung zur Amyloidose
- 2006: George Eisenbarth (USA) und Lucienne Chatenoud (Frankreich) für Forschung zur Autoimmunität und zum Typ-1-Diabetes
- 2009: Endel Tulving (Kanada) für Forschung zur Neuropsychologie des Gedächtnisses
- 2012: Caroline Dive (Vereinigtes Königreich) für Forschung zu nichtinvasiven Biomarkern
- 2015: Félix Rey (Frankreich) für Forschung zu neu auftretenden Viren
- 2018: Michel Sadelain (USA) für Forschung zur Immunregulation und Krebs
- 2021: Catherine Lubetzki (Frankreich) für ihre Forschung zur Behandlung der Multiplen Sklerose[1]
- 2024: Valérie Cormier-Daire (Frankreich) für ihre innovative Arbeit und bedeutenden Fortschritte im Verständnis und der Behandlung von seltenen Krankheiten bei Kindern, insbesondere Knochenwachstumsstörungen.[2]